# Цикл снів
«Цикл снів» (англ. Dream Cycle) — одна з трьох головних категорій, на які умовно поділяють творчість Говарда Філліпса Лавкрафта і його послідовників (до інших категорій відносять «Міфи Ктулху» (англ. Cthulhu Mythos) і «Смертельні Історії» (англ. Macabre Stories). Основний твір — «Сновидні пошуки незвіданого Кадата». Цикл Снів — невід'ємна і важлива частина Лавкрафтівських жахів.

## Особливості
- «Цикл снів» відрізняється особливим стилем оповіді, особливою атмосферою чогось піднесеного, позамежного, сну, мрії, — словом, всього, що конфліктує із звичною людині реальністю.
- Дія часто відбувається уві сні у героїв розповіді, зазвичай — Рендольфа Картера. Він занурюється в сон, намагаючись втекти від зовнішнього світу через свою незгоду з ним, намагаючись сховатися і знайти спокій у своїх сновидіннях.
- Свій пантеон божеств (який тісно переплітається з Міфами Ктулху)
- «Країна Снів» — особливий світ, в який можна потрапити лише у сні (можливо, паралельний нашому, або нематеріальний, або ж такий, що має інший ступінь реальності). У ньому живуть різні химерні створіння, розташовані міста, такі як Невідомий Кадат, Селефаїс, Ултар і т. д.

## Прояв у творчості Лавкрафта
- «Пам'ять»
- «Білий корабель»
- «Селефаїс»
- «Кішки Ултара»
- «Караючий Рок над Сарнатом»
- «Інші Боги»
- «Сновидні пошуки незвіданого Кадата»
- «Шукання Іранона»
- «Гіпнос» (розповідь)[2][3]

### Питання про Срібний Ключ
«Крізь браму срібного ключа» і «Срібний ключ» не можна чітко віднести до Циклу Снів. Це, по суті, продовження роману «Сновидні пошуки незвіданого Кадата», головного твори Циклу Снів, і
головний герой — Рендольф Картер, але атмосфера, характерна для інших творів Циклу Снів, відсутня, особливо у «Крізь браму срібного ключа».